# Pycreus pratorum
Pycreus pratorum är en halvgräsart som först beskrevs av Korotky, och fick sitt nu gällande namn av Boris Konstantinovich Schischkin. Pycreus pratorum ingår i släktet Pycreus och familjen halvgräs. Inga underarter finns listade i Catalogue of Life.